# Rejon żabczycki
Rejon żabczycki – jednostka terytorialna istniejąca w ramach Białoruskiej SRR w latach 1940–1957 na terenie Polesia (de facto 1940–1941; 1944–1957). Siedzibą władz były Żabczyce.

## Historia
Rejon powstał 15 stycznia 1940 w składzie obwodu pińskiego. Obejmował 12 gmin wiejskich (sielsowietów). 8 stycznia 1954 włączono go do obwodu brzeskiego. 30 maja 1955 władze zostały przeniesione do Mołotkowicz, a 14 października 1957 rejon zlikwidowano, rozdzielając jego terytorium między rejony: piński (6 gmin), janowski (2) i łohiszyński (1).